# Dar al-Arqam
La Dār al-Arqam (in arabo ﺩﺍﺭ ﺍلاﺭﻘﻡ‎?, ossia "casa di al-Arqam") fu un'abitazione meccana concessa ai suoi correligionari dal giovane convertito musulmano dei Banu Makhzum, Abū ʿAbd Allāh al-Arqam, affinché le discussioni e l'indottrinamento dei nuovi convertiti potessero aver luogo al riparo dagli sguardi degli abitanti della città, per lo più fortemente ostili all'Islam predicato dal loro concittadino Maometto.
La data d'inizio dei raduni dei pochi musulmani si colloca verso il 614, prima della Piccola Egira, mentre la sua chiusura avvenne intorno al 616.